# Silnice II/139
Silnice II/139 je komunikací II. třídy v Jihočeském kraji a Plzeňském kraji.
Propojuje mezi sebou silnice I/29 a I/20 v Písku, dále se silnicí I/4 ve Kbelnici, potom se silnicí II/173 v Radomyšli a se silnicí I/22 v Horažďovicích.
Celková délka silnice je 38,7 km. Přímo na trase silnice jsou čerpací stanice PHM v obci Malé Nepodřice a ve Kbelnici.

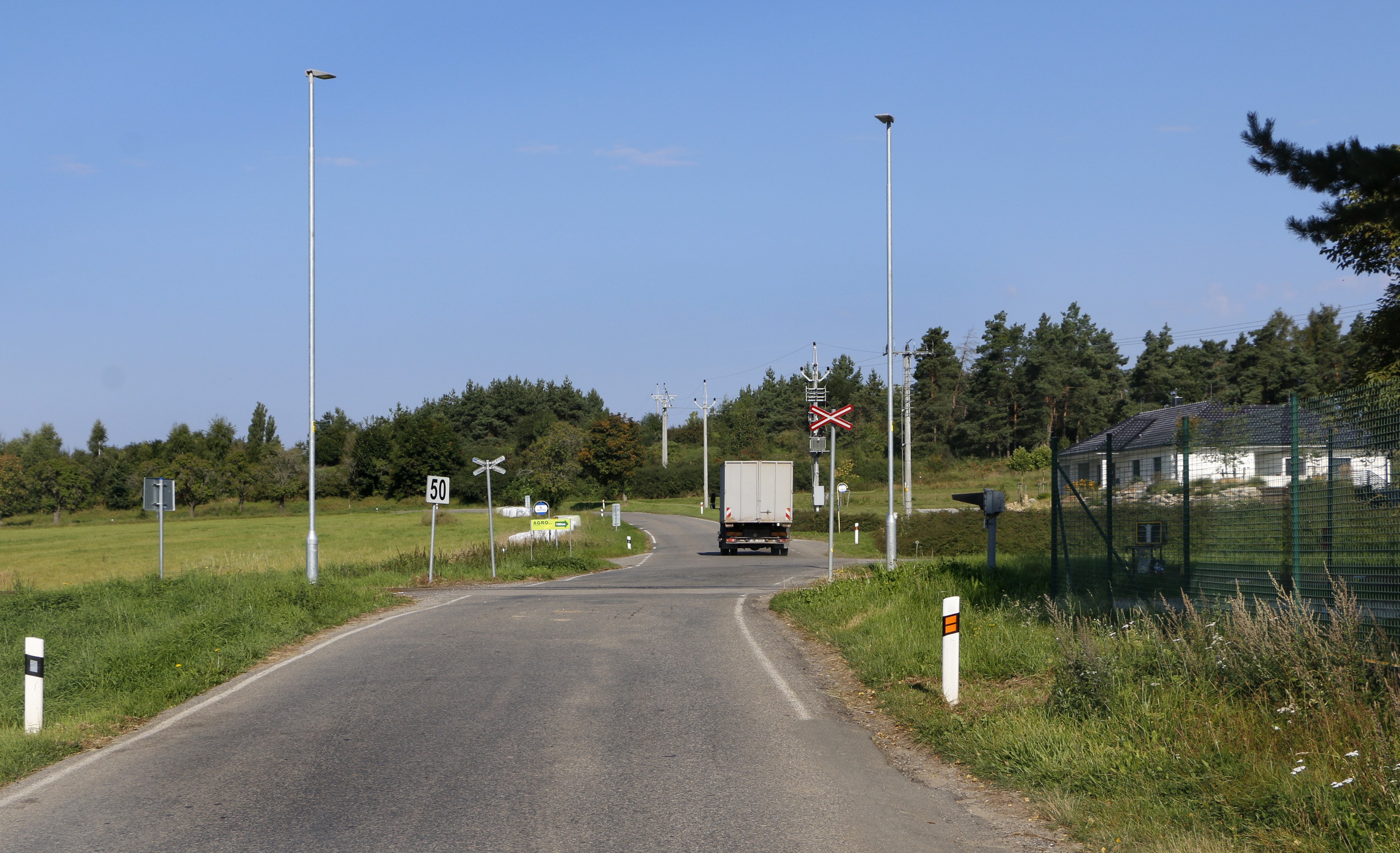
Železniční přejezd u Radomyšle

## Popis trasy
| km   | Místo                 | Popis                                                                             |
| ---- | --------------------- | --------------------------------------------------------------------------------- |
| 0,0  | Písek                 | II/139 začíná výjezdem k západu ze silnice I/29 na jejím 1,8 km                   |
| 0,05 |                       | Podjezd pod železniční tratí, výška max. 3,5 m                                    |
| 1,2  | Písek                 | Most přes řeku Otavu                                                              |
| 1,5  |                       | Vpravo odbočka na III/1219 směr Severní prům. zóna                                |
| 1,9  |                       | Vlevo odbočka na nájezd na I/20 směr Mirotice                                     |
| 2,1  |                       | Za mostem vlevo odbočka na I/20 směr Tábor                                        |
| 3,4  |                       | Vpravo odbočka na III/1391 směr Oldřichov                                         |
| 5,2  | Malé Nepodřice        | Průjez osadou                                                                     |
| 6,9  |                       | Vpravo odbočka na III/1392 směr Velké Nepodřice                                   |
| 9,0  | Dobev                 | Vlevo odbočka na III/1393 směr Kestřany                                           |
| 10,6 |                       | Vlevo odbočka na III/1394 směr Štěkeň                                             |
| 11,4 |                       | Vpravo odbočka na III/00427 směr Brusy                                            |
| 13,5 | I/4                   | Vlevo nájezd na I/4, společně cca 0,8 km                                          |
| 13,5 |                       | Z I/4 vpravo odbočka na II/139                                                    |
| 14,0 | Kbelnice              | Průjezd obcí                                                                      |
| 15,4 |                       | Vlevo odbočka na III/1395 směr Rohozná                                            |
| 16,7 |                       | Vpravo odbočka na III/1396 směr Jemnice                                           |
| 17,4 | Osek                  | Vpravo odbočka na III/1398 směr Malá Turná                                        |
| 18,6 | Radomyšl              | Nechráněný železniční přejezd                                                     |
| 19,9 | Radomyšl              | Křižovatka se II/173 - vpravo směr Sedlice, vlevo směr Strakonice                 |
| 21,2 | Leskovice             | Průjezd obcí                                                                      |
| 23,0 | Chrášťovice           | Vlevo odbočka na III/13914 směr Podolí                                            |
| 26,1 | Třebohostice          | Vpravo odbočka na III/1399 směr Bratronice, vlevo odbočka na III/13911 směr Únice |
| 27,5 | Zadní Zborovice       | Průjezd obcí                                                                      |
| 30,1 | Hlupín                | Vpravo odbočka na III/1730 směr Mečichov                                          |
| 35,0 | Horažďovice předměstí | Vpravo odbočka na III/1733 směr Komušín                                           |
| 35,3 |                       | Most přes železniční trať                                                         |
| 36,6 |                       | Most přes železniční trať                                                         |
| 38,5 | Horažďovice           | Kruhový objezd - vpravo odbočka na III/1741 směr Babín                            |
| 38,7 | Horažďovice           | Konec II/139 připojením na silnici I/22                                           |

Vzdálenosti uvedené v tabulce jsou přibližné.